# 李振国 (1968年)
李振国（1968年5月—），河南许昌人，中華人民共和國企業家，毕业于兰州大学，隆基股份创始人、法定代表人、董事长。

## 生平
李振国的父母是地质工作者，12岁時跟随父母离开家乡，搬到了青海。1990年，李振国从兰州大学物理系半导体材料专业毕业后，被分配到华山半导体材料厂（国营741厂）工作，主要負責拉制单晶硅棒。两年后從国营741厂辭職，創辦山西闻喜信达电子配件厂，又和同学创办抚顺隆基，並且一度接管西安理工大学工厂单晶基地。1997年，西安理工大学与航天771所合资成立西安骊晶电子科技有限公司，李振国负责经营和管理。2000年，李振国与2个朋友和妻子李喜燕共同創辦了西安新盟电子科技有限公司，之後該公司更名隆基股份。2018年到2021年，李振国連續四年蝉联陕西首富。

## 家庭
李振国的妻子李燕喜是兰州大学1986级中文系校友。